# 김건영 (기업인)
김건영(金健永, 1909년 2월 ~ ?)은 일제강점기의 기업인 겸 평안남도 지역 유지이며, 평안남도 출신이다.

## 생애
1928년 3월 일본 메이쿄(名敎) 중학교를 졸업했으며, 같은 해에 메이지 대학 법과에 재학했지만 중퇴했다. 1934년 9월 10일 동양상사(東洋商事)주식회사 사장을 역임했고, 1935년 5월 21일부터 1945년 8월 15일 광복 때까지 평안남도 평양부회 의원을 역임했다.
1937년 1월 23일 조선양지(朝鮮洋紙)주식회사 감사역으로 선임되었으며, 1937년 8월 11일 평남국방자료헌납기성회 상임위원, 1939년 4월 7일 평양경제구락부 이사장으로 각각 선임되었다. 1941년 1월 전후에 친일단체인 녹기연맹 회원으로 활동했고, 1941년 3월 국민총력평안남도연맹 이사, 1941년 8월 25일 흥아보국단 평안남도 위원으로 각각 위촉되었다. 1941년 9월 조선임전보국단 평안남도 발기인으로 참여했으며, 1941년 10월 조선임전보국단 평의원으로 선출되었다.
1942년 5월 15일 조선임전보국단 평안남도지부가 주최하고 매일신보 평남지사의 후원으로 열린 징병제도 실시 대강연회에서 연사로 참여하여 “반도 동포의 사명”이라는 제목의 강연을 개최했다.
이러한 경력으로 인해 민족문제연구소의 친일인명사전 수록자 명단의 경제 부문, 지역유력자 부문에 수록되었다.

## 참고자료
- 민족문제연구소 (2009). 〈김건영〉. 《친일인명사전 1 (ㄱ ~ ㅂ)》. 서울. 231쪽.